# あぐりずむ
あぐりずむとは、2010年1月4日からJFN系列で放送されているラジオ番組である。放送時間は各放送局によって異なる。
また、2017年9月2日から2020年3月28日まで姉妹番組『あぐりずむWEEKEND』（あぐりずむ ウィークエンド）が放送された。こちらは放送曜日及び放送時間が各放送局によって異なる。

## 概要
「毎日ひとつ、農業の『今』がわかる。」をキーワードにそれぞれの地域での特色ある食材を通して新しい農業スタイルや今の農業問題を考えるプログラム。

## パーソナリティ
- 川瀬良子（2013年4月-、あぐりずむWEEKENDは2017年9月 - ）

### 過去のパーソナリティ
- やまだひさし（2010年4月 - 2013年3月、『シナプス』を兼務）
- 奥山佳恵[いつ?]
- 柿沢安耶（2010年4月-）[いつ?]

## 放送内容
毎回農業や農産物（主に野菜・果物）に関する一つの話題を取り上げ、全国各地の農業従事者と電話を繋ぎ、インタビュー形式で農業について様々な情報を紹介してもらう。
週末放送のWEEKENDでは、生産者からの声を電話ではなく系列放送局による「現地からのレポート」を交えながら放送する。

### 〜人をむすぶ 心をむすぶ〜 ニッポンおむすび便り
2015年1月から2020年4月まで毎週木曜日に放送されていたコーナー。おむすびの持つ「心をつなぐ力」「絆を結ぶ素晴らしさ」を伝えていくプロジェクトの一環として放送されている。毎回リスナーから寄せられたおむすびにまつわるエピソードや情報を紹介する他、JFN系列各局のパーソナリティに地元のブランド米や食材を使った「ご当地おむすび」を紹介してもらう。また、紹介されたご当地おむすびは、実際に川瀬がスタジオ内で作り試食する。

### ～ニッポン　いただきます紀行～
2020年5月7日開始。毎週木曜に放送。JA全農提供。同社が運営する通販サイト「JAタウン」から全国各地の特産品を毎週1つ紹介していく。

## テーマ音楽
- 2013年3月までのエンディング曲は、ジェイク・シマブクロの「ザ・サーチ」が使用されていた。
- 2013年4月から使用されているオープニング曲は、映画「サイドウェイ」（2004年版）の「ピクニック」。 ロルフ・ケント作曲[要出典]。

## 放送時間
全局、「radiko」・「radiko.jpプレミアム」で聴取可能。

### あぐりずむ
2024年10月現在。全て月曜 - 木曜の放送。放送時間の早い順から記載。
TOKYO FMは「ホリデースペシャル」が編成される場合、休止する時がある。その場合はそれ以外のJFN各局へ裏送りして放送。
また特別加盟局のInterFM897は、番組開始から未ネット。
| 放送対象地域   | 放送局名                                    | 放送時間                                          | 備考                                                                                                |
| -------------- | ------------------------------------------- | ------------------------------------------------- | --------------------------------------------------------------------------------------------------- |
| 東京都         | エフエム東京（TOKYO FM）                    | 15:50 - 16:00                                     | 製作局『THE TRAD』内包                                                                              |
| 福岡県         | エフエム福岡（FM FUKUOKA）                  | 5:45 - 5:55                                       | 『ZERO MORNING』内包                                                                                |
| 北海道         | エフエム北海道（AIR-G'）                    | 5:50 - 6:00                                       | [ network 2 ]                                                                                       |
| 静岡県         | 静岡エフエム放送（K-mix）                   | 6:15 - 6:25                                       | 『ONE MORNING』内包                                                                                 |
| 広島県         | 広島エフエム放送（HFM）                     | 6:15 - 6:25                                       | 『ONE MORNING』内包                                                                                 |
| 群馬県         | エフエム群馬（FM GUNMA）                    | 6:45 - 6:55                                       | 『ONE MORNING』内包                                                                                 |
| 兵庫県         | 兵庫エフエム放送（Kiss FM KOBE）            | 6:45 - 6:55                                       | 『ONE MORNING』内包                                                                                 |
| 熊本県         | エフエム熊本（FMK）                         | 6:45 - 6:55                                       | 『ONE MORNING』内包                                                                                 |
| 沖縄県         | エフエム沖縄（FM沖縄）                      | 6:45 - 6:55                                       | 『ONE MORNING』内包                                                                                 |
| 富山県         | 富山エフエム放送（FMとやま）                | 8:30 - 8:40                                       | [ network 4 ]                                                                                       |
| 鹿児島県       | エフエム鹿児島（μFM）                       | 9:40 - 9:50                                       | 『あさCafe』内包                                                                                    |
| 佐賀県         | エフエム佐賀（FMS）                         | 10:43 - 10:53                                     | [ network 6 ]                                                                                       |
| 愛知県         | エフエム愛知（FM AICHI）                    | 10:50 - 11:00                                     | [ network 7 ]                                                                                       |
| 大阪府         | エフエム大阪（FM大阪）                      | 10:51 - 11:00                                     | [ network 8 ]                                                                                       |
| 福島県         | エフエム福島（ふくしまFM）                  | 11:45 - 11:55                                     | [ network 9 ]                                                                                       |
| 山形県         | エフエム山形（Rhythm Station）              | 14:20 - 14:30                                     | 『Seasoning -season your life with music-』(2018年10月～2023年3月) →『レコレール』(2023年4月～)内包 |
| 栃木県         | エフエム栃木（RADIO BERRY）                 | 14:20 - 14:30                                     | 『Seasoning -season your life with music-』(2018年10月～2023年3月) →『レコレール』(2023年4月～)内包 |
| 長野県         | 長野エフエム放送（FM長野）                  | 14:20 - 14:30                                     | 『Seasoning -season your life with music-』(2018年10月～2023年3月) →『レコレール』(2023年4月～)内包 |
| 岩手県         | エフエム岩手（FM IWATE）                    | 14:20 - 14:30（月曜 - 水曜）15:15 - 15:25（木曜） | 月・火：『Seasoning -season your life with music-』→『レコレール』水：『Prism』内包                 |
| 香川県         | エフエム香川（FM香川）                      | 14:30 - 14:40                                     | 『Seasoning -season your life with music-』→『レコレール』内包                                      |
| 高知県         | エフエム高知（Hi-Six）                      | 14:30 - 14:40                                     | 『Seasoning -season your life with music-』→『レコレール』内包                                      |
| 大分県         | エフエム大分（Air-Radio FM88）              | 14:30 - 14:40                                     | 『Seasoning -season your life with music-』→『レコレール』内包                                      |
| 山口県         | エフエム山口（FMY）                         | 15:32 - 15:42                                     | 『COZINESS』内包                                                                                    |
| 新潟県         | エフエムラジオ新潟（FM-NIIGATA）            | 15:46 - 15:55                                     | [ network 12 ]                                                                                      |
| 宮崎県         | エフエム宮崎（JOY FM）                      | 15:50 - 16:00                                     | [ network 13 ]                                                                                      |
| 青森県         | エフエム青森（AFB）                         | 16:30 - 16:40                                     | [ network 14 ]                                                                                      |
| 三重県         | 三重エフエム放送（レディオキューブ FM三重） | 16:35 - 16:45                                     | |
| 岐阜県         | エフエム岐阜（FM GIFU）                     | 16:40 - 16:50                                     | [ network 15 ]                                                                                      |
| 秋田県         | エフエム秋田（AFM）                         | 16:45 - 16:55                                     | 『mix』内包                                                                                         |
| 福井県         | 福井エフエム放送（FM FUKUI）                | 16:45 - 16:55                                     | |
| 滋賀県         | エフエム滋賀（e-radio）                     | 16:45 - 16:55                                     | 『キャッチ!』内包                                                                                   |
| 島根県・鳥取県 | エフエム山陰（V-air）                       | 16:45 - 16:55                                     | |
| 岡山県         | 岡山エフエム放送（FM OKAYAMA）              | 16:45 - 16:55                                     | |
| 石川県         | エフエム石川（HELLO FIVE）                  | 16:50 - 17:00                                     | 『Sunset Express MOVE』内包                                                                         |
| 徳島県         | エフエム徳島（FM TOKUSHIMA）                | 16:50 - 17:00                                     | 『T-Joint』内包                                                                                     |
| 長崎県         | エフエム長崎（FM Nagasaki）                 | 16:50 - 17:00                                     | 『Colors』内包                                                                                      |
| 愛媛県         | エフエム愛媛（FM愛媛）                      | 17:50 - 18:00                                     | [ network 17 ]                                                                                      |
| 宮城県         | エフエム仙台（Date fm）                     | 18:45 - 18:55                                     | [ network 18 ]                                                                                      |

#### ネット局に関する補足
1. ↑  TOKYO FMでは放送開始 - 2010年3月は18:50 - 19:00、同年4月 - 2013年3月は14:20 - 14:30にそれぞれ放送。
2. ↑  AIR-G'では放送開始 - 2021年3月は6:45 - 6:55の放送。
3. ↑    - K-mixでは放送開始 - 2011年3月は16:08 - 16:18の放送。
  - HFMでは放送開始 - 2010年9月は16:45 - 16:55、同年10月 - 2012年3月は18:50 - 19:00にそれぞれ放送。
  - Kiss FM KOBEでは放送開始 - 2011年3月は14:30 - 14:40の放送（『flowers』内包）。
4. ↑  FMとやまでは放送開始 - 2014年3月は12:45 - 12:55に、2014年4月 - 2022年3月は16:40 - 16:50に放送していた。また2010年4月 - 2017年3月は『RADIO JAM』に内包していた。
5. ↑  μFMでは放送開始 - 2014年3月は14:30 - 14:40の放送だった（『face』内包）。
6. ↑  エフエム佐賀では放送開始 - 2014年3月は15:42 - 15:52の放送だった。
7. ↑  FM AICHIではかつて6:45 - 6:55（『モーニング・グルーブ』内包）、2014年頃から2016年前半（いつ放送時刻が変わったかは不明）までは5:50 - 6:00にそれぞれ放送していた。
8. ↑  FM大阪では放送開始 - 2014年3月は5:45 - 5:55、同年4月 - 9月は5:40 - 5:48、2014年10月 - 2015年9月は5:51 - 6:00、2015年10月 - 2024年9月までは15:51 - 16:00でそれぞれ放送していた。
9. ↑  ふくしまFMでは放送開始 - 2014年3月は16:35 - 16:45、同年4月 - 2016年3月は11:45 - 11:55に、同年4月 - 2021年9月は16:50 - 17:00にそれぞれ放送していた。
10. ↑  エフエム岩手では2019年7月に自社制作番組『よりこのうたラジ』の放送開始のため、木曜日の放送時間を変更した上で、単独番組に移行した。木曜のみ2019年7月 - 2020年6月は14:40 - 14:55に、同年7月 - 2021年9月15:40 - 15:50にそれぞれ放送していた。
11. ↑  エフエム山口では放送開始 - 2014年3月は6:15 - 6:25に放送していた（『クロノス』内包）。
12. ↑  FM-NIIGATAでは放送開始 - 2013年3月は10:50 - 11:00、同年4月から2023年3月までは15:24-15:34に放送していた（2018年3月まで『FIGUEROA』に内包。2018年4月-2023年3月までは『HAPPY MAPPY』（月曜）、『XOXO -hugs and kisses-』（火曜）、『PLAYER'S -active sports life-』（水曜）、『CH2020』（木曜）に内包）。『あぐりずむ』のホームページでは15:45、FM-NIIGATA側では15:46スタートと書かれているが実際の開始時刻は15:46:10頃である。
  - “FM-NIIGATA 77.5MHz タイムテーブル” (2015年3月15日). 2015年3月15日時点のオリジナルよりアーカイブ。2015年3月15日閲覧。
  - “FM-NIIGATA 77.5MHz タイムテーブル” (2020年5月19日). 2020年5月19日時点のオリジナルよりアーカイブ。2020年5月19日閲覧。
13. ↑  エフエム宮崎では放送開始 - 2014年3月は6:45 - 6:55に放送していた（『クロノス』内包）。
14. 1 2  エフエム青森、エフエム秋田では放送開始 - 2014年3月は16:35 - 16:45に放送。
15. ↑  FM GIFUでは放送開始 - 2015年3月は16:45 - 16:55に放送していた。
16. ↑  エフエム石川では放送開始 - 2013年3月は12:45 - 12:55に放送していた。
17. ↑  FM愛媛では放送開始 - 2011年3月は20:45 - 20:55に放送していた。
18. ↑  Date fmでは放送開始 - 2010年12月は5:45 - 5:55に、2011年1月 - 2017年3月は16:15 - 16:25に放送していた。

### あぐりずむ WEEKEND
2017年8月まで全国ネットで放送された『名車ソムリエ supported by NGP廃車王』から放送時間を引き継いでいる。また、この直後に『weekly アグリニュース supported by 日本農業新聞』も放送されているため、25分にわたって農業関連番組が放送されている。
なお、『weekly アグリニュース』は2018年7月に『クロノス→ONE MORNING・TODAY'S AGRI NEWS』へ引き継がれ、当該時間は川瀬による『暮らしのいきものずかん』（2018年8月 - 2019年9月）→『SONG OF SEASON』（2019年10月 - ）になっている。
2019年10月現在。放送時間の早い順から記載。
| 放送対象地域   | 放送局名                                     | 放送時間             | 備考   |
| -------------- | -------------------------------------------- | -------------------- | ------ |
| 東京都         | エフエム東京（TOKYO FM）★                    | 毎週土曜 9:30 - 9:50 | 制作局 |
| 静岡県         | 静岡エフエム放送（K-mix）★                   | 毎週土曜 8:05 - 8:25 |        |
| 青森県         | エフエム青森（AFB）★                         | 毎週土曜 8:30 - 8:50 |        |
| 宮城県         | エフエム仙台（Date fm）★                     | 毎週土曜 8:30 - 8:50 |        |
| 愛知県         | エフエム愛知（FM AICHI）★                    | 毎週土曜 8:30 - 8:50 |        |
| 広島県         | 広島エフエム放送（HFM）★                     | 毎週土曜 8:30 - 8:50 |        |
| 鳥取県・島根県 | エフエム山陰（V-air）                        | 毎週土曜 8:30 - 8:50 |        |
| 徳島県         | エフエム徳島（FM TOKUSHIMA）                 | 毎週土曜 8:30 - 8:50 |        |
| 熊本県         | エフエム熊本（FMK）★                         | 毎週土曜 8:30 - 8:50 |        |
| 栃木県         | エフエム栃木（RADIO BERRY）★                 | 毎週土曜 9:00 - 9:20 |        |
| 新潟県         | エフエムラジオ新潟（FM-NIIGATA）★            | 毎週土曜 9:00 - 9:20 |        |
| 長野県         | 長野エフエム放送（FM長野）★                  | 毎週土曜 9:00 - 9:20 |        |
| 滋賀県         | エフエム滋賀（e-radio）★                     | 毎週土曜 9:00 - 9:20 |        |
| 福岡県         | エフエム福岡（FM FUKUOKA）★                  | 毎週土曜 9:00 - 9:20 |        |
| 長崎県         | エフエム長崎（FM Nagasaki）★                 | 毎週土曜 9:00 - 9:20 |        |
| 岩手県         | エフエム岩手（FM IWATE）★                    | 毎週土曜 9:30 - 9:50 |        |
| 秋田県         | エフエム秋田（AFM）                          | 毎週土曜 9:30 - 9:50 |        |
| 山形県         | エフエム山形（Rhythm station）               | 毎週土曜 9:30 - 9:50 |        |
| 福島県         | エフエム福島（ふくしまFM）★                  | 毎週土曜 9:30 - 9:50 |        |
| 群馬県         | エフエム群馬（FM GUNMA）★                    | 毎週土曜 9:30 - 9:50 |        |
| 富山県         | 富山エフエム放送（FMとやま）★                | 毎週土曜 9:30 - 9:50 |        |
| 石川県         | エフエム石川（HELLO FIVE）★                  | 毎週土曜 9:30 - 9:50 | [ 3 ]  |
| 福井県         | 福井エフエム放送（FM FUKUI）★                | 毎週土曜 9:30 - 9:50 |        |
| 岐阜県         | エフエム岐阜（FM GIFU）★                     | 毎週土曜 9:30 - 9:50 |        |
| 三重県         | 三重エフエム放送（レディオキューブ FM三重）★ | 毎週土曜 9:30 - 9:50 |        |
| 大阪府         | エフエム大阪（FM OH!）★                      | 毎週土曜 9:30 - 9:50 |        |
| 兵庫県         | 兵庫エフエム放送（Kiss FM KOBE）★            | 毎週土曜 9:30 - 9:50 |        |
| 山口県         | エフエム山口（FMY）★                         | 毎週土曜 9:30 - 9:50 |        |
| 岡山県         | 岡山エフエム放送（FM OKAYAMA）               | 毎週土曜 9:30 - 9:50 |        |
| 香川県         | エフエム香川（FM香川）★                      | 毎週土曜 9:30 - 9:50 |        |
| 高知県         | エフエム高知（Hi-Six）★                      | 毎週土曜 9:30 - 9:50 |        |
| 佐賀県         | エフエム佐賀（FMS）                          | 毎週土曜 9:30 - 9:50 |        |
| 大分県         | エフエム大分（Air-Radio FM88）★              | 毎週土曜 9:30 - 9:50 |        |
| 宮崎県         | エフエム宮崎（JOY FM）                       | 毎週土曜 9:30 - 9:50 |        |
| 鹿児島県       | エフエム鹿児島（μFM）★                       | 毎週土曜 9:30 - 9:50 |        |
| 沖縄県         | エフエム沖縄（FM沖縄）★                      | 毎週土曜 9:30 - 9:50 |        |
| 北海道         | エフエム北海道（AIR-G'）★                    | 毎週日曜 7:00 - 7:20 | [ 4 ]  |
| 愛媛県         | エフエム愛媛（FM愛媛）★                      | 毎週日曜 8:30 - 8:50 |        |